# 矿山自卸车

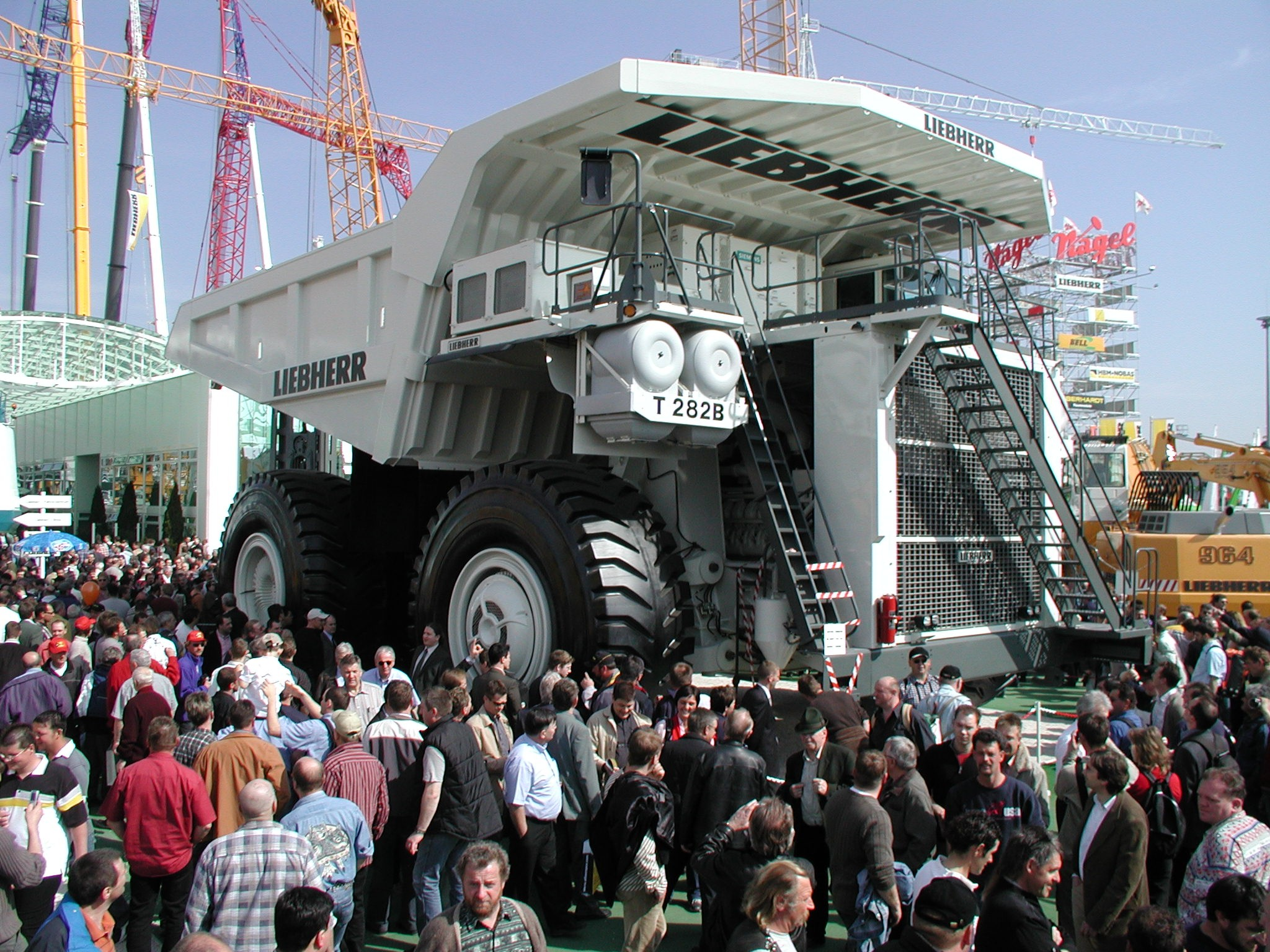
德國利勃海尔 T282B 柴油交流电传动矿山自卸车，車高7.4公尺

矿山自卸车（Mining Dump Truck）属于非公路自卸车（Off-highway dump trucks），是在非公路的野外场地，如大型露天矿场、水利工程中，用于运输煤矿、沙石的自卸车。在土木工程中，经常与挖掘机、装载机、带式输送机等工程机械联合作业，构成装、运、卸生产线，进行土方、砂石、散料的装卸运输工作。
矿山自卸车主要由发动机、底盘、控制车厢（车头）、发电机系统、车斗（作动系统）和辅助动力系统组成。
矿山自卸车的特点是：吨位大、消耗低、技术含量高、价格昂贵。
按照传动方式分类：
矿山自卸车可以分为电动轮矿山自卸车和机械传动矿山自卸车。电动轮矿山自卸车的轻型一般在108吨位以下，重型一般在108-360吨位；机械传动矿山自卸车一般在85吨位以下，重型一般85-318吨位。1970年代，由于缺少大型液力变矩器，100吨级以上矿山自卸车完全为电传动统治。随着大型液力变矩器的成熟，美国卡特彼勒推出了360吨级液力传动矿山自卸车。1990年代中期，交-交直接电传动技术开始运用到了300吨级矿山自卸车。
矿山自卸车由于机动性好、周转速度快、载重能力大等优点，成为露天矿开发生产的主要运输工具。主要有美国、日本、白俄罗斯、德國以及中国少数几个有礦場的工业发达国家能够自主研发，系列从100吨-360吨不等。
2005年国际矿山自卸车市场的市场容量在1300辆左右，总装载量20亿吨左右。矿山自卸车的主要用在煤矿、金矿、铜矿和铁矿，用户主要分布在澳洲、美洲。其中，澳大利亚是世界矿山车最大的用户。中国和蒙古正成为成长最快的矿山自卸车市场。
自1963年电动轮矿山自卸车发明以来，经过30多年的不断完善和大量新技术、新材料、新工艺的采用，重型电动轮矿山自卸车作为汽车中的新品种已发展成熟，其装载质量已从第一台车的77吨上升到目前最大的317.5吨。在年开采量千万吨级以上大型露天矿山的运输设备中，电动轮矿山自卸车已占用2/3的市场，承担着世界上40%的煤、90%的铁矿的开采运输量。
在露天矿山自卸车的选择过程中，其车辆吨位的选择要考虑与配套的装载机械相匹配。例如，矿山自卸车的车厢容积一般是电铲斗容积的3或4倍。
另外，也并不是车辆吨位越大越好。根据澳大利亚专业统计，露天矿山自卸车以220吨到240吨为最佳吨位。在此范围内，单位运输成本最低。矿山自卸车车斗的选择至关重要。它的成本只有整车的1/15，但是它对整车使用成本的影响却高达1/5。新型的矿山自卸车车斗采用仿生结构、流线型身材，高强度合金钢制造。车斗自重减轻20%，节能降耗10%。对于每日消耗柴油达到3000升的矿山自卸车来说，是相当可观的。而其使用寿命是传统车斗的2-3倍。

## 矿山自卸车驾驶员视野
由于矿山自卸车的巨大尺寸与全重，其驾驶员的视野非常受限。因此在其作业区域内的其他传统汽车（如皮卡、SUV、普通卡车）必须随车树立一根5-6米高的旗杆，上面挂上红旗，用以提示矿山自卸车的驾驶员注意避让。

## 世界上著名的矿山自卸车
- 白俄罗斯的别拉斯（BELAZ）75710自卸车，载重量450吨[1]。
- 中国徐工集团的DE400矿用电传动自卸卡车，载重量400吨。
- 德国的利勃海尔公司的T282B柴油交流电传动卡车，载重量363吨，使用一台3650匹马力柴油发动机。
- 日本小松制作所的960E-1交流电传动卡车载重为360吨。
- 美国特雷克斯-尤尼特瑞格公司（TEREX-UNITRIG）MT-6300AC电动轮自卸车，载重363吨。
- 内蒙古北方重型汽车股份有限公司的尤尼特瑞格MT5500型电动轮矿山车，载重量360吨。
- 卡特彼勒797机械（液力）传动后轮驱动矿山自卸车，载重量326吨，1998年问世时打破了加拿大通用汽车公司的TITAN保持了20年的载重量世界纪录。装备一台24缸3400马力柴油机。最新改型797F载重量360吨，4000马力。